# Пашинин, Анатолий Анатольевич
Анато́лий Анато́льевич Паши́нин (укр. Анатолій Анатолійович Пашинін; род. 15 сентября 1978, Светловодск, Кировоградская область) — украинский и российский актёр.

## Биография
Родился 15 сентября 1978 года в городе Светловодске Кировоградской области Украинской ССР в семье потомственных военных Анатолия Константиновича и Светланы Анатольевны Пашининых. Дед Анатолия по отцовской линии, Константин Данилович, служил в 240 истребительно-авиационном полку — авиамехаником одного из самых результативных лётчиков-истребителей в советской авиации Ивана Кожедуба.
В школьные годы занимался боксом и карате, в 16 лет получил коричневый пояс. Спортивные навыки очень пригодились, когда он снимался в сериале «Провинциалы». По окончании школы поступил в Запорожскую государственную инженерную академию одновременно на два факультета — металлургии и охраны окружающей среды и экономический.
Будучи пятикурсником, уехал в Москву, где окончил Высшее театральное училище имени М. С. Щепкина.
Сниматься в кино начал с 2001 года. Снимался в картинах «Грозовые ворота», «Адмиралъ», «Побег», «Мы из будущего» и других.
В 2003 году принимал участие в телешоу «Форт Боярд» в составе команды известных российских актёров, журналистов и ведущих. В 2012 году участвовал в телешоу «Танцы со звёздами» на телеканале «Россия».
После переезда на Украину продолжил сниматься в украинских фильмах. В 2019 году состоялась премьера фильма с участием Пашинина «Лицензия на преступления». Фильм рассказывает о подготовке религиозных экстремистов в России, а Пашинин сыграл в нём главную роль лидера российской экстремистской группировки.
В октябре 2020 года женился.

## Общественная позиция
В годы работы в России Анатолий Пашинин высказывался против политического курса, проводимого в стране президентом Владимиром Путиным. По состоянию на 2013 год упоминалось, что он симпатизирует русским национал-демократам, является членом незарегистрированной партии Валерия Соловья «Новая сила». Принимал участие в протестных оппозиционных акциях в Москве в составе колонн партии «Новая сила».
В 2014 году уехал из России на Украину в Запорожье. Выступал в поддержку Евромайдана и за «тотальную» войну на востоке Украины против сепаратистов и их сторонников, но критикует установившуюся украинскую власть. Допустит продолжение актёрской карьеры в России только в случае восстановления в стране «национальной демократии».
Неоднократно посещал Донбасс в период войны на востоке Украины.
25 августа 2017 года журналист Андрей Цаплиенко сообщил, что Пашинин «уже месяц» состоит бойцом восьмого батальона «Аратта», входящего в Украинскую добровольческую армию (командир — Дмитрий Ярош). Согласно Андрею Цаплиенко, Анатолий Пашинин, который сохраняет российское гражданство, заявил, что участвует в боевых действиях только ради брата.
В своём интервью, показанном на канале НТВ 10 июня 2018 года, он объяснил причины своего участия в конфликте на Донбассе на стороне «Правого сектора».

## Фильмография

### Кинофильмы
- 2001 — «Львиная доля» — охранник Симонова
- 2003 — «Даже не думай!» — Гоша
- 2004 — «Украденное счастье» (Украина) — Михайло Гурман
- 2008 — «Адмиралъ» — Ростислав Огнивцев
- 2008 — «На крыше мира» — Анатолий
- 2008 — «Мы из будущего» — солдат Сердюк
- 2008 — «Преданный друг» (Украина) — Игорь
- 2008 — «Пуговица» (Украина) — Денис
- 2012 — «Искатели приключений» — Дэн, лётчик
- 2012 — «Zолушка» — гость
- 2016 — «Правило боя» (Украина) — Анисим[19]
- 2017 — «Посттравматическая рапсодия» (Украина) — Манштейн[20]
- 2019 — «Лицензия на преступления» (Украина) — лидер российской экстремистской группировки

### Телесериалы
- 2002 — «Провинциалы» — Павел Новиков
- 2002 — «Мужская работа-2»
- 2002 — «Next 2» — охранник в супермаркете (нет в титрах
- 2003 — «Огнеборцы» — Боря Зубов
- 2003 — «Инструктор» — Миня
- 2003 — «Желанная»
- 2003 — «Ундина» (Украина) — Дима
- 2005 — «Право на любовь» (Украина) — Сергей Нестеренко
- 2006 — «Всё включено» (Россия, Украина) — Сергей, повар
- 2006 — «Грозовые ворота» — Александр Владимирович Доронин, старший лейтенант
- 2007 — «Закон мышеловки» — Вадим Шмелёв
- 2008 — «Братья-детективы» — Фёдор Стрельцов
- 2009 — Адмиралъ (сериал) — Ростислав Огнивцев
- 2009 — «Вторые» — капитан Павел Кочубей
- 2009 — «Дом с сюрпризом» (Украина, мини-сериал) — Николай Маслов
- 2009 — «Когда растаял снег» — Алексей Капустин
- 2010—2011 — «Побег» — Борис Сычёв, охранник ИТУ № 24
- 2010 — «Я тебя никому не отдам» (Россия, Украина, мини-сериал) — Саша Лапин
- 2011 — «Расплата» — Павел Широков («Паштет»)
- 2011 — «Казнокрады» (сериал) — Юрий Константинов
- 2011 — «Говорит полиция» — Жора Капикян
- 2012 — «Ночные ласточки» — майор Куракин, особист полка
- 2012 — «МУР» — Артём Коробов
- 2013 — «Любовь на миллион» — Максим

### Съёмка в клипах
- 2016 — Tof & ФИР,МИХАЛЫЧ — «По сути»
- 2019 — Танок на майдані Конґо — «Мій Демон»

## Продюсер
- 2008 — «На крыше мира»

## Роли в театре
- «Любля. Офисная любовь» («Клубный театр», драма)
- «Сюрприз для компаньона» (Творческое объединение «Премьера», драма)

## Факты
По собственному заявлению, знает несколько языков: английский, русский, украинский, сербский, польский, белорусский.
«Я знаю много языков — сербский, польский, белорусский… Но специально ничего никогда не изучаю. Тот же украинский познавал, слушая, впитывая, общаясь. Я быстро «впрыгиваю» в ту языковую среду, в которой нахожусь. К примеру, в школе десять лет изучал английский, а толком его так и не осилил. Но стоило на месяц уехать на Мальту — начал говорить свободно. Всё зависит от страны, в которой находишься, и от общения с людьми. Я уверен твёрдо: если ты несколько месяцев живёшь в стране, куда тебя приглашают сниматься, значит, обязан уважать её культуру, язык. Так у меня было в Сербии, в Польше. При этом я никакой не полиглот. Родом из семьи военных. Мама хоть и врач, но «целый подполковник», папа — кадровый военный...».
По данным за 2016 год не являлся пользователем социальных сетей. К увлечениям относит чтение книг.
В сентябре 2017 года появилась информация о гибели Пашинина. Однако затем сам Пашинин опроверг информацию о своей гибели в интервью украинскому порталу Inforesist.